# トーマス・ハッチ
ジョン・トーマス・ハッチ（John Thomas Hatch、1994年9月29日 - ）は、アメリカ合衆国オクラホマ州タルサ出身のプロ野球選手（投手）。右投右打。MLBのミネソタ・ツインズ所属。

## 経歴

### プロ入りとカブス傘下時代
2016年のMLBドラフト3巡目（全体104位）でシカゴ・カブスから指名され、プロ入り。この年はマイナーリーグの試合に登板しなかった。
2017年、傘下のA+級マートルビーチ・ペリカンズでプロデビュー。26試合に先発登板して5勝11敗、防御率4.04、126奪三振を記録した。
2018年はAA級テネシー・スモーキーズでプレーし、26試合に先発登板して8勝6敗、防御率3.82、117奪三振を記録した。
2019年もAA級テネシーでプレーした。

### ブルージェイズ時代

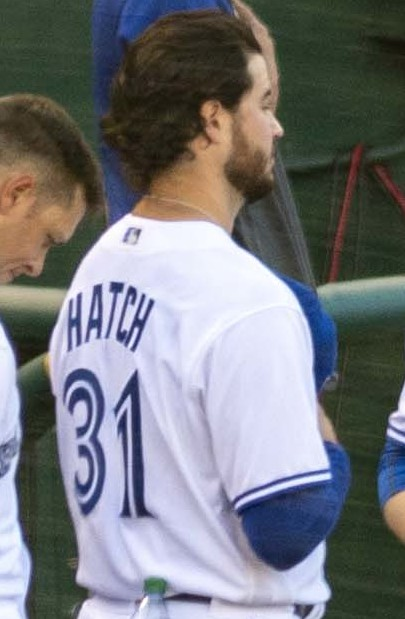
トロント・ブルージェイズ時代
（2020年7月26日）

2019年7月30日にデビッド・フェルプスとのトレードで、トロント・ブルージェイズへ移籍した。移籍後はAA級ニューハンプシャー・フィッシャーキャッツでプレー。移籍前を含めた2球団合計で27試合に先発登板して6勝13敗、防御率4.12、127奪三振を記録を記録した。オフの11月20日にAAA級を経ずに40人枠に登録された。
2020年7月26日のタンパベイ・レイズ戦でメジャーデビュー。先発登板し、2回1/3を無安打無失点に抑えた。8月21日のレイズ戦では9回裏にリリーフ登板し1回無失点に抑えると、チームは延長タイブレークを制したため、MLB初勝利を収めた。
2021年は4月22日に右肘の炎症のため60日間の負傷者リストに入った。7月6日に負傷者リストから復帰し、7月26日のボストン・レッドソックス戦でシーズン初登板初先発。この年はシーズン3試合の登板にとどまった。
2022年はAAA級バッファロー・バイソンズで28試合に登板（うち先発22試合）し、8勝7敗、防御率4.67、113奪三振を記録した。しかしメジャーではシーズン初登板初先発となった7月2日のタンパベイ・レイズ戦で4回2/3を投げて12安打2四球で10失点という滅多打ちに遭い、翌日にマイナー降格となりシーズン終了まで再昇格はなかった。
2023年は6試合に登板して防御率4.26を記録していたが、8月4日にDFAとなった。

### パイレーツ時代
2023年8月6日にウェイバー公示を経てピッツバーグ・パイレーツに移籍した。

### 広島時代
2023年12月4日、広島東洋カープと契約したことが発表された。契約金45万ドル（約6600万円）、年俸85万ドル（約1億2500万円）＋出来高払いで、背番号は42。
2024年は4月6日の対中日ドラゴンズ戦（MAZDA Zoom-Zoom スタジアム広島）で来日初登板初先発。初回を三者凡退に抑えるも、ピンチを背負う投球が続き、3回に中田翔に一死一・三塁から犠飛を打たれ先制され、5回には二死一塁から細川成也に2点本塁打を打たれ、その裏に代打を出され降板。来日初登板初先発は黒星となった。4月14日の対読売ジャイアンツ戦（東京ドーム）では6回2失点の好投を見せるも援護に恵まれず2敗目を喫する。4月25日の対東京ヤクルトスワローズ戦（明治神宮野球場）は2回6安打6失点で降板し、勝ち負けつかずに終わった。5月23日の対阪神タイガース戦（MAZDA Zoom-Zoom スタジアム広島）では5回5安打7奪三振1失点の好投を見せ、本人も「全体的にはよく投げられた」と話したが、援護には恵まれず3敗目を喫した。7月26日シーズン後半初戦の対ヤクルト戦（神宮）に先発し9点の大量援護を貰うも、村上宗隆に2打席連続本塁打を喫するなど安定せず、未勝利のまま二軍降格。
8月10日の二軍ソフトバンク戦（由宇）では、塁審の判定に対する暴言行為で退場処分、同月12日にNPBより厳重注意と制裁金5万円を科せられた。9月11日に由宇で行われたくふうハヤテ戦においても、塁審のボーク判定に対する暴言行為で2度目の退場処分を受け、厳重注意と制裁金10万円を科された。11月8日に球団から退団が発表され、同月13日付で自由契約選手として公示された。

### 広島退団後
2024年11月19日、韓国プロ野球の斗山ベアーズと契約した。しかし、メディカルテストで斗山の定めた基準を満たさなかったため、12月19日に双方合意の上で契約解除となった。

### ロイヤルズ時代
2025年2月7日、カンザスシティ・ロイヤルズとマイナー契約を結び、スプリングトレーニングに招待選手として参加することになった。6月5日にアクティブ・ロースター入りするも、同日中に異例のDFAとなった。6月8日にAAA級オマハ・ストームチェイサーズに降格した。7月29日にメジャー契約を結んでアクティブロースター入りした。ロイヤルズでは8月1日のトロント・ブルージェイズ戦に登板したのみで、翌2日にDFAとなった。

### ツインズ時代
2025年8月4日、ウェーバー公示を経てミネソタ・ツインズに移籍した。

## 投球スタイル
最速97.8mph（約157.4km/h）の速球にチェンジアップとカッターを投げる。

## 詳細情報

### 年度別投手成績
| 年 度    | 球 団    | 登 板 | 先 発 | 完 投 | 完 封 | 無 四 球 | 勝 利 | 敗 戦 | セ 丨 ブ | ホ 丨 ル ド | 勝 率 | 打 者 | 投 球 回 | 被 安 打 | 被 本 塁 打 | 与 四 球 | 敬 遠 | 与 死 球 | 奪 三 振 | 暴 投 | ボ 丨 ク | 失 点 | 自 責 点 | 防 御 率 | W H I P |
| -------- | -------- | ----- | ----- | ----- | ----- | -------- | ----- | ----- | -------- | ----------- | ----- | ----- | -------- | -------- | ----------- | -------- | ----- | -------- | -------- | ----- | -------- | ----- | -------- | -------- | ------- |
| 2020     | TOR      | 17    | 1     | 0     | 0     | 0        | 3     | 1     | 0        | 3           | .750  | 109   | 26.1     | 18       | 2           | 13       | 0     | 2        | 23       | 0     | 0        | 11    | 8        | 2.73     | 1.18    |
| 2021     | TOR      | 3     | 2     | 0     | 0     | 0        | 0     | 1     | 0        | 0           | .000  | 45    | 9.1      | 11       | 2           | 6        | 0     | 1        | 8        | 2     | 0        | 7     | 7        | 6.75     | 1.82    |
| 2022     | TOR      | 1     | 1     | 0     | 0     | 0        | 0     | 1     | 0        | 0           | .000  | 26    | 4.2      | 12       | 3           | 2        | 0     | 1        | 4        | 0     | 0        | 10    | 10       | 19.29    | 3.00    |
| 2023     | TOR      | 6     | 0     | 0     | 0     | 0        | 0     | 0     | 0        | 0           | ----  | 35    | 6.1      | 10       | 0           | 5        | 0     | 0        | 10       | 0     | 0        | 5     | 3        | 4.26     | 2.37    |
| 2023     | PIT      | 12    | 2     | 0     | 0     | 0        | 1     | 1     | 0        | 3           | .500  | 94    | 22.1     | 23       | 2           | 7        | 1     | 1        | 10       | 2     | 0        | 13    | 10       | 4.03     | 1.34    |
| '23計    | PIT      | 18    | 2     | 0     | 0     | 0        | 1     | 1     | 0        | 3           | .500  | 129   | 28.2     | 33       | 2           | 12       | 1     | 1        | 26       | 2     | 0        | 18    | 13       | 4.08     | 1.57    |
| 2024     | 広島     | 5     | 5     | 0     | 0     | 0        | 0     | 3     | 0        | 0           | .000  | 105   | 22.0     | 28       | 5           | 10       | 0     | 2        | 18       | 1     | 0        | 18    | 18       | 7.36     | 1.73    |
| MLB：4年 | MLB：4年 | 38    | 6     | 0     | 0     | 0        | 4     | 4     | 0        | 6           | .500  | 309   | 69.0     | 74       | 9           | 26       | 1     | 5        | 61       | 4     | 0        | 46    | 38       | 4.96     | 1.55    |
| NPB：1年 | NPB：1年 | 5     | 5     | 0     | 0     | 0        | 0     | 3     | 0        | 0           | .000  | 105   | 22.0     | 28       | 5           | 10       | 0     | 2        | 18       | 1     | 0        | 18    | 18       | 7.36     | 1.73    |

- 2024年度シーズン終了時

### 年度別守備成績
| 年 度 | 球 団 | 投手（P） | 投手（P） | 投手（P） | 投手（P） | 投手（P） | 投手（P） |
| 年 度 | 球 団 | 試 合     | 刺 殺     | 補 殺     | 失 策     | 併 殺     | 守 備 率  |
| ----- | ----- | --------- | --------- | --------- | --------- | --------- | --------- |
| 2020  | TOR   | 17        | 1         | 3         | 0         | 0         | 1.000     |
| 2021  | TOR   | 3         | 0         | 0         | 1         | 0         | .000      |
| 2022  | TOR   | 1         | 0         | 0         | 0         | 0         | ----      |
| 2023  | TOR   | 6         | 0         | 1         | 0         | 0         | 1.000     |
| 2023  | PIT   | 12        | 4         | 1         | 0         | 0         | 1.000     |
| '23計 | PIT   | 18        | 4         | 2         | 0         | 0         | 1.000     |
| 2024  | 広島  | 5         | 2         | 0         | 0         | 0         | 1.000     |
| MLB   | MLB   | 38        | 5         | 5         | 1         | 0         | .909      |
| NPB   | NPB   | 5         | 2         | 0         | 0         | 0         | 1.000     |

- 2024年度シーズン終了時

### 記録

#### NPB
初記録
投手記録
- 初登板・初先発登板：2024年4月6日、対中日ドラゴンズ2回戦（MAZDA Zoom-Zoom スタジアム広島）、5回3失点で敗戦投手[12]
- 初奪三振：同上、2回表に細川成也から空振り三振

打撃記録
- 初打席：2024年4月6日、対中日ドラゴンズ2回戦（MAZDA Zoom-Zoom スタジアム広島）、2回裏に涌井秀章から空振り三振
- 初安打・初打点：2024年7月26日、対東京ヤクルトスワローズ12回戦（明治神宮野球場）、2回表に山野太一から中前適時打

### 背番号
- 31（2020年 - 2023年8月4日）
- 38（2023年8月6日 - 同年終了、2025年8月1日）
- 42（2024年）
- 56（2025年8月6日 - ）